# Ibtissem Maamer
Ibtissem Maamer – tunezyjska zapaśniczka walcząca w stylu wolnym. Brązowa medalistka mistrzostw Afryki w 2011. Mistrzyni Afryki juniorów w 2011 i druga w 2010 roku.